# World Seniors Championship
Il World Seniors Championship è un torneo del World Seniors Tour di snooker, che si è disputato nel 1991 a Stoke-on-Trent, nel 2010 a Bradford, nel 2011 a Peterborough, tra il 2012 e il 2013 a Portsmouth, nel 2015 a Blackpool, nel 2016 a Preston, tra il 2017 e il 2018 a Scunthorpe e dal 2019 al 2021 a Sheffield, in Inghilterra.
L'età minima dei concorrenti è di 40 anni (45 nel 2011 e 2012).

## Storia
La prima edizione del 1991 fu vinta da Cliff Wilson contro Eddie Charlton.
La seconda edizione è arrivata 19 anni dopo con vittoria di Jimmy White su Steve Davis.
Dopo una sosta nel 2014, il torneo è tornato l'anno dopo con vittoria di Mark Williams, unico giocatore insieme a Steve Davis ad essere campione del mondo nel Mondiale principale e nel Seniors.

## Albo d'oro
| Edizione      | Vincitore     | Finalista       | Risultato     | Stagione              | Città          | Impianto                   | Note   |
| ------------- | ------------- | --------------- | ------------- | --------------------- | -------------- | -------------------------- | ------ |
| 1991          | Cliff Wilson  | Eddie Charlton  | 5 - 4         | 1991-1992             | Stoke-on-Trent | Trentham Gardens           | [ 1 ]  |
| Non disputato | Non disputato | Non disputato   | Non disputato | 1992-1993 - 2009-2010 |                |                            |        |
| 2010          | Jimmy White   | Steve Davis     | 4 - 1         | 2010-2011             | Bradford       | Cedar Court Hotel          | [ 2 ]  |
| 2011          | Darren Morgan | Steve Davis     | 2 - 1         | 2011-2012             | Peterborough   | East of England Showground | [ 3 ]  |
| 2012          | Nigel Bond    | Tony Chappel    | 2 - 0         | 2012-2013             | Portsmouth     | Mountbatten Centre         | [ 4 ]  |
| 2013          | Steve Davis   | Nigel Bond      | 2 - 1         | 2013-2014             | Portsmouth     | Mountbatten Centre         | [ 5 ]  |
| 2015          | Mark Williams | Fergal O'Brien  | 2 - 1         | 2014-2015             | Blackpool      | Circus Arena               | [ 6 ]  |
| 2016          | Mark Davis    | Darren Morgan   | 2 - 1         | 2015-2016             | Preston        | Preston Guild Hall         | [ 7 ]  |
| 2017          | Peter Lines   | John Parrott    | 4 - 0         | 2016-2017             | Scunthorpe     | Baths Hall                 | [ 8 ]  |
| 2018          | Aaron Canavan | Patrick Wallace | 4 - 3         | 2017-2018             | Scunthorpe     | Baths Hall                 | [ 9 ]  |
| 2019          | Jimmy White   | Darren Morgan   | 5 - 3         | 2019-2020             | Sheffield      | Crucible Theatre           | [ 10 ] |
| 2020          | Jimmy White   | Ken Doherty     | 5 - 4         | 2019-2020             | Sheffield      | Crucible Theatre           | [ 11 ] |
| 2021          | David Lilley  | Jimmy White     | 5 - 3         | 2020-2021             | Sheffield      | Crucible Theatre           | [ 12 ] |
| 2022          | Lee Walker    | Jimmy White     | 5 - 4         | 2021-2022             | Sheffield      | Crucible Theatre           |        |
| 2023          | Jimmy White   | Alfie Burden    | 5 - 3         | 2022-2023             | Sheffield      | Crucible Theatre           |        |

## Statistiche

### Finalisti
| Giocatore       | Vittorie | Finali perse | Totale |
| --------------- | -------- | ------------ | ------ |
| Jimmy White     | 4        | 2            | 6      |
| Steve Davis     | 1        | 2            | 3      |
| Darren Morgan   | 1        | 2            | 3      |
| Nigel Bond      | 1        | 1            | 2      |
| Cliff Wilson    | 1        | 0            | 1      |
| Mark Williams   | 1        | 0            | 1      |
| Mark Davis      | 1        | 0            | 1      |
| Peter Lines     | 1        | 0            | 1      |
| Aaron Canavan   | 1        | 0            | 1      |
| David Lilley    | 1        | 0            | 1      |
| Lee Walker      | 1        | 0            | 1      |
| Alfie Burden    | 0        | 1            | 1      |
| Eddie Charlton  | 0        | 1            | 1      |
| Tony Chappel    | 0        | 1            | 1      |
| Fergal O'Brien  | 0        | 1            | 1      |
| John Parrott    | 0        | 1            | 1      |
| Patrick Wallace | 0        | 1            | 1      |
| Ken Doherty     | 0        | 1            | 1      |

### Finalisti per nazione
| Nazione          | Vittorie | Finali perse | Totale |
| ---------------- | -------- | ------------ | ------ |
| Inghilterra      | 9        | 6            | 15     |
| Galles           | 4        | 3            | 7      |
| Irlanda          | 0        | 2            | 2      |
| Jersey           | 1        | 0            | 1      |
| Australia        | 0        | 1            | 1      |
| Irlanda del Nord | 0        | 1            | 1      |

- Vincitore più giovane: Mark Williams (40 anni, 2015)
- Vincitore più anziano: Jimmy White (58 anni, 2020)

### Century break
| Edizione | Century break | Miglior break       | Century break (qualificazioni) | Miglior break (qualificazioni) |
| -------- | ------------- | ------------------- | ------------------------------ | ------------------------------ |
| 1991     | 3             | Doug Mountjoy (110) |                                |                                |
| 2010     | 0             |                     | 1                              | Peter Lines (144)              |
| 2011     | 0             | 1                   | Tony Chappel (101)             |                                |
| 2012     | 0             | 1                   | Nigel Bond (101)               |                                |
| 2013     | 0             | 1                   | Philip Williams (100)          |                                |
| 2015     | 5             | Mark Williams (140) | 0                              |                                |
| 2016     | 1             | Dominic Dale (104)  | 1                              | Lee Walker (116)               |
| 2017     | 0             |                     | 0                              |                                |
| 2018     | 0             | 0                   |                                |                                |
| 2019     | 1             | James Wattana (113) | 0                              |                                |
| 2020     | 1             | Jimmy White (130)   |                                |                                |
| 2021     | 4             | Darren Morgan (134) |                                |                                |

### Montepremi
| Edizione | Montepremi |
| -------- | ---------- |
| 1991     | £48000     |
| 2010     | £50000     |
| 2011     | £53000     |
| 2012     | £50000     |
| 2013     | £50000     |
| 2015     | £50000     |
| 2016     | £50000     |
| 2017     | £18500     |
| 2018     | £18500     |
| 2019     | £63500     |
| 2020     | £15000     |
| 2021     |            |

### Sponsor
| Edizione | Sponsor               |
| -------- | --------------------- |
| 1991     |                       |
| 2010     | Wyldecrest Park Homes |
| 2011     | Wyldecrest Park Homes |
| 2012     | Wyldecrest Park Homes |
| 2013     | 888casino             |
| 2015     | Betway                |
| 2016     | 888sport              |
| 2017     |                       |
| 2018     |                       |
| 2019     | ROKiTphones.com       |
| 2020     | ROKiTphones.com       |
| 2021     | ROKiTphones.com       |